# Терехова, Наталья Александровна
Ната́лья Алекса́ндровна Те́рехова (род. 6 сентября 1982, Ленинград) — российская актриса.

## Биография
Наталья Терехова родилась 6 сентября 1982 года в Ленинграде. Окончила Санкт-Петербургскую академию театрального искусства. Работает в театре «Комедианты». Играла в спектаклях «Дачницы», «В Париж», «Брысь», «Беда от нежного сердца».
Известность принесли роли в сериалах «Колдовская любовь», «Линии судьбы», «Петя Великолепный».

## Семья
- Первый муж — Виталий Исаков
- Второй муж  — Анатолий Ильченко.
- Два сына: Дмитрий (2011) и Артём (2013)

## Фильмография
| Год       |   | Название                                     | Роль                          |  |
| --------- | - | -------------------------------------------- | ----------------------------- |  |
| 2001—2002 | с | Улицы разбитых фонарей 4                     | девушка Максима               |  |
| 2002      | с | Агентство «Золотая пуля»                     | Лена Истратова                |  |
| 2002      | ф | Дневник камикадзе                            | Светлана                      |  |
| 2002      | ф | Золушка в сапогах                            | Маша                          |  |
| 2003      | с | Убойная сила 4                               | эпизод                        |  |
| 2003      | с | Линии судьбы                                 | Юлия Вершинина                |  |
| 2004      | с | Агент национальной безопасности 5            | Ульма                         |  |
| 2004      | с | Мангуст 2                                    | Надя Макарова                 |  |
| 2004      | с | Новые приключения Ниро Вульфа и Арчи Гудвина | Тельма Митчелл                |  |
| 2004      | с | Опера. Хроники убойного отдела               | Таня                          |  |
| 2004      | с | Улицы разбитых фонарей 6                     | Оля Зеленина                  |  |
| 2005      | ф | Тронутые                                     | Лена Митрохина                |  |
| 2006      | ф | Алька                                        | Надя                          |  |
| 2006      | ф | Короткое дыхание                             | Наташа                        |  |
| 2006      | с | Петя Великолепный                            | Ольга Одинцова                |  |
| 2007      | ф | Ленинград                                    | Верочка                       |  |
| 2008      | ф | Ключи от счастья                             | Татьяна Минина                |  |
| 2008      | с | Колдовская любовь                            | Женька                        |  |
| 2009      | с | История зечки                                | Наташа Яневская               |  |
| 2009      | ф | Как же быть сердцу                           | Аня                           |  |
| 2009      | с | Легенды колдовской любви                     | Женька                        |  |
| 2009      | ф | Снайпер                                      | Светлана                      |  |
| 2009      | ф | Я буду жить!                                 | Елена Егорова — «Эвелина»     |  |
| 2010      | ф | Как же быть сердцу. Продолжение              | Аня                           |  |
| 2011      | с | Ключи от счастья. Продолжение                | Татьяна Минина, Елена Фролова |  |
| 2012      | ф | Комплекс полноценности                       | незнакомка II                 |  |
| 2016      | ф | Возраст любви                                | Оля                           |  |
| 2017      | ф | Ожидается ураганный ветер                    | Мария Турбина                 |  |
| 2017      | ф | Счастливая серая мышь                        | Наташа                        |  |
| 2019      | ф | Конь изабелловой масти                       | Варя                          |  |
| 2020      | ф | Кастинг                                      | Зорина                        |  |
| 2020      | ф | Поддельная любовь                            | Оксана                        |  |
| 2020      | ф | Пропасть между нами                          | Надежда                       |  |
| 2021      | с | Механика любви                               | Анна                          |  |

## Интересные факты
- Увлекается лепкой из глины, а также она совместно с двумя партнерами имеет развлекательный канал на YouTube «Тройбан Шоу»[2].